# Duke R. Lee
Duke R. Lee (Duke Regene Lee), parfois crédité Duke Lee, est un acteur américain, né le 13 mai 1880 à Prince Henry County (Virginie) et mort le 1er avril 1959 à Los Angeles (Californie).

## Biographie
Il a joué dans plus de 100 films entre 1914 et 1946, notamment dans les premiers films muets réalisés par John Ford (1917-1920), avec lequel il a tourné en 1946 son dernier film, La Poursuite infernale.

## Filmographie partielle

### Comme acteur
- 1914 : Life on the 101 Ranch, Bliss Oklahoma (court métrage)
- 1917 : Pour son gosse (The Soul Herder) de John Ford
- 1917 : Le Ranch Diavolo (Straight Shooting) de John Ford : Thunder (crédité Duke Lee)
- 1918 : Du sang dans la prairie (Hell Bent) de John Ford : Cimmaron Bill
- 1919 : The Fighting Brothers de John Ford : Slim
- 1919 : The Gun Packer de John Ford : Buck Landers
- 1919 : By Indian Post de John Ford : Pa Owens
- 1919 : Le Proscrit (The Outcasts of Poker Flat) de John Ford
- 1919 : Le Roi de la prairie (Ace of the Saddle) de John Ford : Sheriff Faulkner
- 1919 : Black Billy au Canada (Rider of the Law) de John Ford (crédité Duke Lee)
- 1919 : Tête brûlée (A Gun Fightin' Gentleman) de John Ford (crédité Duke Lee)
- 1920 : L'Obstacle (Hitchin' Posts) de John Ford : Colonel Lancy
- 1920 : Pour Le Sauver (Just Pals) de John Ford : sherif
- 1921 : The White Horseman (en) de Ford Beebe, J.P. McGowan et Albert Russell
- 1921 : Trailin' de Lynn Reynolds
- 1922 : Don't Shoot de Jack Conway : Pete
- 1922 : Centaure (Just Tony) de Lynn Reynolds
- 1922 : In the Days of Buffalo Bill d'Edward Laemmle : Buffalo Bill Cody
- 1923 : In the Days of Daniel Boone de William James Craft : George Washington
- 1924 : Fighting Fury de Clifford Smith : 'Scarface' Denton
- 1924 : Les Parvenus (The Gaiety Girl) de King Baggot
- 1924 : The Western Wallop de Clifford Smith : bandit
- 1925 : The Red Rider de Clifford Smith : chef indien
- 1925 : The Call of Courage de Clifford Smith : Sam Caldwell
- 1926 : Man of the Forest de John Waters : Martin Mulvery
- 1927 : Land of the Lawless de Tom Buckingham : Bartender
- 1928 : Son of the Golden West d'Eugene Forde : Slade
- 1931 : Cavalier of the West de John McCarthy (non crédité)
- 1932 : Flaming Guns (en) d'Arthur Rosson : Red McIntyre (crédité Duke Lee)
- 1933 : Man of the Forest d'Henry Hathaway : Jake (non crédité)
- 1934 : Judge Priest de John Ford : Député (non crédité)
- 1934 : The Lottery Lover de Wilhelm Thiele : Knife Thrower (non crédité)
- 1936 : Je n'ai pas tué Lincoln (The Prisoner of Shark Island) de John Ford : un sergent (non crédité)
- 1936 : Une aventure de Buffalo Bill (The Plainsman) de Cecil B. DeMille : Trooper (non crédité)
- 1937 : Michel Strogoff (The Soldier and the Lady) de George Nichols Jr. (non crédité)
- 1938 : Marie-Antoinette de W. S. Van Dyke (non crédité)
- 1938 : Overland Stage Raiders de George Sherman (non crédité)
- 1939 : La Chevauchée fantastique (Stagecoach) de John Ford : le sherif de Lordsburg (non crédité)
- 1940 : Ride Tenderfoot Ride (en) de Frank McDonald : un rancher (non crédité)
- 1941 : The Singing Hill (en) de Lew Landers : un rancher (non crédité)
- 1941 : Jesse James at Bay de Joseph Kane (non crédité)
- 1946 : La Poursuite infernale (My Darling Clementine) de John Ford (non crédité)

### Assistant réalisateur
- 1919 : The Pointing Finger d'Edward A. Kull et Edward Morrissey